# La Borbolla
La Borbolla es una parroquia del concejo de Llanes, en el Principado de Asturias. Tiene una población de 155 habitantes (Jarotos, Jarotas) (INE 2006) repartidos en 120 viviendas y 10,53 km². Está situado a 17,5 km de la capital del concejo. Su templo parroquial está dedicado a San Sebastián.
Tiene un clima oceánico y por lo tanto relativamente suave. Las temperaturas medias oscilan entre los 18º del mes más cálido y los 8º del mes más frío. La lluvia es el fenómeno atmosférico más característico, especialmente el orbayu, que es como se denomina la lluvia fina, aunque también la niebla se deja notar con frecuencia debido a la influencia de la Sierra del Cuera. Principalmente, las gentes de este lugar se dedican a la agricultura y la ganadería. 
Lugares de Interés: Nacimiento del Ríu Cabra (que marca el límite del concejo de Llanes con Ribadedeva), Molinu del Redondal, El Nilviesu (vista general del pueblu, así como de los pueblos del Valle Oscuru) 
Se celebran las siguientes festividades:
- El 20 de enero, fiestas patronales de San Sebastián.
- El primer fin de semana de agosto que se honra a la Sacramental y el Sagrado Corazón de Jesús (Fiestas grandes). El viernes se celebra la hoguera; los mozos del pueblo llevan un tronco de eucalipto pelado entero salvo la corolla y lo plantan en la bolera, mientras las mozas les cantan a ritmo del tambor, las gaitas y sus panderetas. El sábado se celebra el día grande con la celebración de la misa, la Reverencia (una de las más bonitas del concejo), y pasacalles de las mozas y mozos vestidos de llaniscos, recorrieno el pueblo con las tradicionales canciones del Ramu. A media tarde se realizan bailes regionales, se subasta el "Ramu" y por la noche se ameniza la fiesta con orquestas y bailes. El lunes se celebra la chocolatada, donde la gente del pueblo se reúne para disfrutar del fin de fiesta en una comida colectiva (espicha) en la que es tradición que todo el pueblo colabore; finalmente se toma el esperado chocolate.
- El Rosario que se celebra en octubre.

## Barrios
- La Borbolla
- El Collau
- El Prau
- El Ganciosu
- El Arna
- El Riulosu
- El Cereceu
- El Gromaz
- La Mata
- Las Conchas
- El Juandríu
- La Calzada
- La Brañavieja
- El Cau

- Datos: Q5195504
- Multimedia: La Borbolla / Q5195504